# Manuel de Araucho
Manuel de Araucho (Montevideo, 14 de febrero de 1803 - Montevideo, 1852) fue un militar uruguayo que combatió en las Guerras civiles argentinas y en la Guerra del Brasil. Tras su retiro, se dedicó al periodismo y a la poesía de género gauchesco.

## Biografía
Manuel de Araucho nació en Montevideo el 14 de febrero de 1803, hijo de Pascual de Araucho y Ramona Correa.
En 1817 ingresó como cadete en el regimiento de artillería y se incorporó a las fuerzas del general Juan Ramón Balcarce en operaciones sobre la provincia de Santa Fe.
En 1819 cayó prisionero de las fuerzas federales, pero recuperó pronto su libertad al pasar a servir en las milicias de la provincia de Entre Ríos. Integró el ejército de Ricardo López Jordán en las operaciones en Arroyo de la China, en 1825 fue ascendido a sargento mayor graduado y participó de la guerra del Brasil. Acompañó a Juan Lavalle en su campaña en 1830 en apoyo de Jordán.
Se afincó luego en su ciudad natal, donde su hermano Francisco María Rafael Araucho gozaba de gran predicamento. La República del Uruguay le extendió despachos de teniente coronel en 1834. En 1835 publicó un libro de poesías gauchescas, Un paso en el Pinto, que gozó de popularidad en la campaña oriental.
Fue redactor de los periódicos El Liberal (1828), El Defensor de las Leyes (1836) y El Correo. Falleció en Montevideo alrededor del año 1852, con el grado de coronel.